# Lilli Vetter
Lilli Vetter, auch Lilli Terstegen-Vetter (* 24. Januar 1889 in Passau; † 21. Dezember 1972 in Berlin) war eine deutsche Künstlerin.

## Leben
Lilli Vetter wurde als Lilli Trösch in Passau geboren. Über ihre Familie ist lediglich bekannt, dass ihre ältere Schwester Mathilde an der Münchner Kunstakademie studierte. Lilli erhielt ihre künstlerische Ausbildung ebenfalls in München, an welchen Instituten bzw. bei welchen Lehrern ist nicht bekannt. Dort lernte sie den Modeschöpfer Paul Poiret kennen. Mit ihm arbeitete sie viele Jahre zusammen; ab 1913 fertigte sie für ihn Entwürfe für Kleider. Über Poiret wurde sie mit Marc Chagall bekannt, mit dem sie zeitlebens freundschaftlich verbunden war.
Sie heiratete um das Jahr 1913 den Maler Arthur Terstegen (1882–1915), der an der Münchener Kunstakademie studiert hatte. Er fiel im Mai 1915 bei Fromelles.
Ihre eigene Werkstatt für künstlerisches Handarbeiten befand sich im Jahr 1917 in der Münchner Clemensstraße 49. Im Jahr 1919 ging sie eine zweite Ehe mit dem Kunstmaler Ewald Vetter (1894–1981) ein und zog mit ihm nach Hohenaschau im Chiemgau. Aus der Ehe stammten die Töchter Anna Maria Elise und Wera. Lilli Vetter war ab 1919 Mitglied des Deutschen Werkbundes, der sie in seinen Verzeichnissen mit dem Doppelnamen Terstegen-Vetter führte.
1933 setzte sie sich zusammen mit ihrem Mann gegen die Beschlagnahmung der Kunstsammlung von Eduard Fuchs durch die Nationalsozialisten ein. Fuchs musste 1933 aus politischen Gründen nach Frankreich fliehen. Ihre Intervention blieb erfolglos, die Sammlung wurde versteigert. Vetter wurde im Juli 1934 vom Ehepaar Fuchs zur Generalbevollmächtigten ernannt und schmuggelte nach Freigabe des Vermögens Bargeld zu Fuchs nach Paris.
Im Jahr 1934 erfolgte ein Umzug nach Berlin, wo sie auch gemeinsam mit ihrem Mann ausstellte. Außerdem begann sie in den 1950er Jahren mit dem Schreiben; darunter Drehbücher für Film und Rundfunk, die aber nicht angenommen bzw. umgesetzt wurden.
Lilli Vetter arbeitete bis ins hohe Alter und zeigte ihre Werke bei Ausstellungen. Sie starb 1972 in ihrem Haus in Berlin-Zehlendorf.

## Werk
Lilli Vetter fertigte für die Deutschen Werkstätten Hellerau Beutel in Perlstickerei sowie Bildstickereien und Applikationen, Häkelarbeiten und bemalte Schreibmappen. Typische Motive waren Märchenszenen mit Rittern und Einhörnern oder auch aus der Welt der orientalischen Märchen. Dabei arbeitete sie im Auftrag der Deutschen Werkstätten überwiegend mit kräftigen farbigen und floralen Mustern für die Wurzener Teppichfabrik.
Ihre Applikationsarbeiten waren materialtechnisch vielseitig und farblich anspruchsvoll gestaltet. Später verlagerte sich ihr Schwerpunkt auf biblische Themen, wobei sie zunächst Geschichten aus dem Alten Testament künstlerisch umsetzte und sich etwas später mehr auf Themen des Neuen Testaments, insbesondere die Passion Christi, konzentrierte.

## Ausstellungen
Im Jahr 1914 nahm Vetter an der Werkbundausstellung in Köln sowie an der Deutschen Gewerbeschau in München teil. In den 1920er Jahren war sie regelmäßig an Ausstellungen auf der Grassimesse in Leipzig beteiligt. Ebenfalls nahm sie an Kunstausstellungen teil, darunter auch die Ausstellung moderner Bildwirkereien in Dessau 1930.